# Воронежская филармония
Воронежская филармония — концертная организация в городе Воронеже.

## История
Воронежская филармония была создана в 1937 году. В 1961 году она разместилась в здании бывшего кинотеатра «Тауматограф», в котором находится по настоящее время.

## Здание
Здание было построено в 1908 году для второго в городе кинотеатра, называвшегося «Тауматограф». В 1915 году здание расширили. На фасаде появились лепные изображения с грифонами, а кинотеатр переименовали в «Кино». После революции кинотеатр снова был переименован — в «Комсомолец». После восстановления в 1943 году в здании ненадолго возобновили показ фильмов. Вскоре здесь разместился Театр музыкальной комедии, а 1961 году здание перешло к областной филармонии. В 1950-х годах здание планировалось надстроить до 4-х этажей, чтобы подвести под единый карниз все дома на этой стороне площади.

## Коллективы
- Воронежский Академический симфонический оркестр
- Губернаторский эстрадно-духовой оркестр
- Театр поэзии «Элегия»
- Музыкально-литературный лекторий
- Ансамбль русской песни «Воронежские девчата»
- Ансамбль «Отрада»
- Ансамбль казачьей песни «Держава»
- Ансамбль «Воронежские солисты»
- Мужской хор Воронежской филармонии
- «Арт-шоу групп»
- Концов Николай Александрович
- «Big Band» Воронежской филармонии